# Стрибки з трампліна на зимових Олімпійських іграх 2022
Змагання зі стрибків з трампліна на зимових Олімпійських іграх 2022 тривали з 5 до 14 лютого в Чжанцзякоу (Китай).
У липні 2018 року Міжнародний олімпійський комітет (МОК) офіційно додав до олімпійської програми змагання змішаних команд, збільшивши загальну кількість дисциплін до 5.

## Кваліфікація
У змаганнях зі стрибків з трампліна зможуть взяти участь щонайбільше 105 спортсменів (65 чоловіків і 40 жінок). Квоти розподіляються на основі результатів, показаних у Кубку світу, Гран-прі та Континентальному кубку в сезонах 2020–21 та 2021–2022 років.

## Розклад змагань
Вказано місцевий час (UTC+8).
| Дата      | Час   | Дисципліна                                     |
| --------- | ----- | ---------------------------------------------- |
| 5 лютого  | 14:20 | Нормальний трамплін (чоловіки), кваліфікація   |
| 5 лютого  | 18:45 | Нормальний трамплін (жінки)                    |
| 6 лютого  | 19:00 | Нормальний трамплін (чоловіки)                 |
| 7 лютого  | 19:45 | Нормальний трамплін (змішані команди)          |
| 11 лютого | 19:00 | Великий трамплін (чоловіки), кваліфікація      |
| 12 лютого | 19:00 | Великий трамплін (чоловіки)                    |
| 14 лютого | 19:00 | Великий трамплін, командна першість (чоловіки) |

## Види програми

### Таблиця медалей
| Місце               | Країна                     | Золото | Срібло | Бронза | Загалом |
| ------------------- | -------------------------- | ------ | ------ | ------ | ------- |
| 1                   | Словенія                   | 2      | 1      | 1      | 4       |
| 2                   | Австрія                    | 1      | 1      | 0      | 2       |
| 2                   | Японія                     | 1      | 1      | 0      | 2       |
| 4                   | Норвегія                   | 1      | 0      | 0      | 1       |
| 5                   | Німеччина                  | 0      | 1      | 2      | 3       |
| 6                   | Олімпійський комітет Росії | 0      | 1      | 0      | 1       |
| 7                   | Канада                     | 0      | 0      | 1      | 1       |
| 7                   | Польща                     | 0      | 0      | 1      | 1       |
| Загалом (8 збірних) | Загалом (8 збірних)        | 5      | 5      | 5      | 15      |

### Дисципліни
| Дисципліна                                     | Золото                                                             | Золото | Срібло                                                                              | Срібло | Бронза                                                                             | Бронза |
| ---------------------------------------------- | ------------------------------------------------------------------ | ------ | ----------------------------------------------------------------------------------- | ------ | ---------------------------------------------------------------------------------- | ------ |
| Нормальний трамплін (чоловіки)                 | Рьою Кобаясі · Японія                                              | 275.0  | Мануель Феттнер · Австрія                                                           | 270.8  | Давід Кубацький · Польща                                                           | 265.9  |
| Великий трамплін (чоловіки)                    | Маріус Ліндвік · Норвегія                                          | 296.1  | Рьою Кобаясі · Японія                                                               | 292.8  | Карл Гайгер · Німеччина                                                            | 281.3  |
| Великий трамплін, командна першість (чоловіки) | Австрія · Штефан Крафт · Daniel Huber · Ян Герль · Мануель Феттнер | 942.7  | Словенія · Ловро Кос · Цене Превц · Тімі Зайц · Петер Превц                         | 934.4  | Німеччина · Константін Шмід · Штефан Лайє · Маркус Айзенбіхлер · Карл Гайгер       | 922.9  |
|                                                |                                                                    |        |                                                                                     |        |                                                                                    |        |
| Нормальний трамплін (жінки)                    | Урша Богатай · Словенія                                            | 239.0  | Катаріна Альтгаус · Німеччина                                                       | 236.8  | Ніка Крижнар · Словенія                                                            | 232.0  |
|                                                |                                                                    |        |                                                                                     |        |                                                                                    |        |
| Нормальний трамплін (змішані команди)          | Словенія · Ніка Крижнар · Тімі Зайц · Урша Богатай · Петер Превц   | 1001.5 | Олімпійський комітет Росії Ірма Махиня Данило Садрєєв Ірина Аввакумова Євген Климов | 890.3  | Канада · Александрія Лутітт · Меттью Соукуп · Ебіґейл Стрейт · Маккензі Бойд-Клаус | 844.6  |